# Zaanse buurt

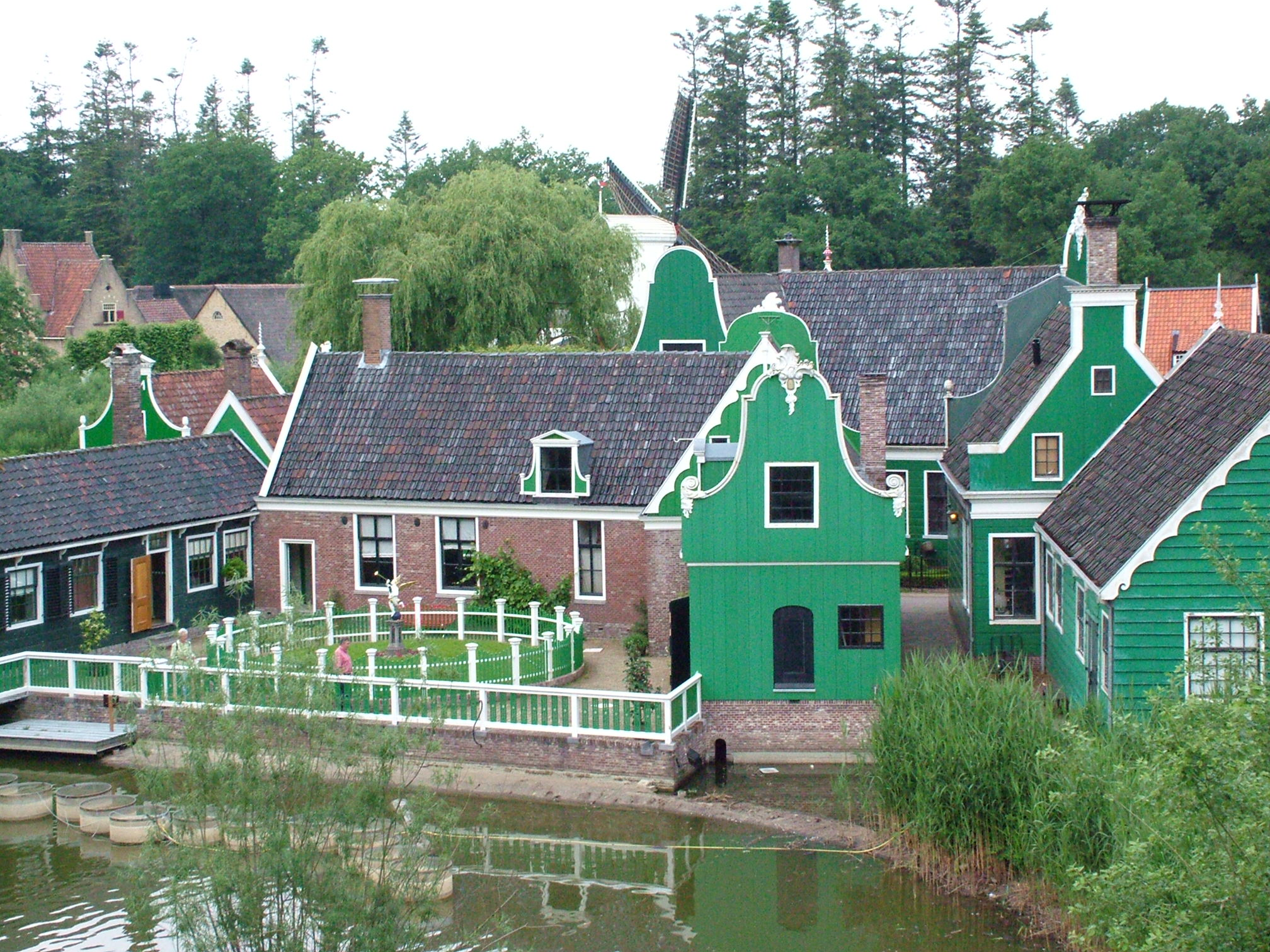
Zaanse buurt

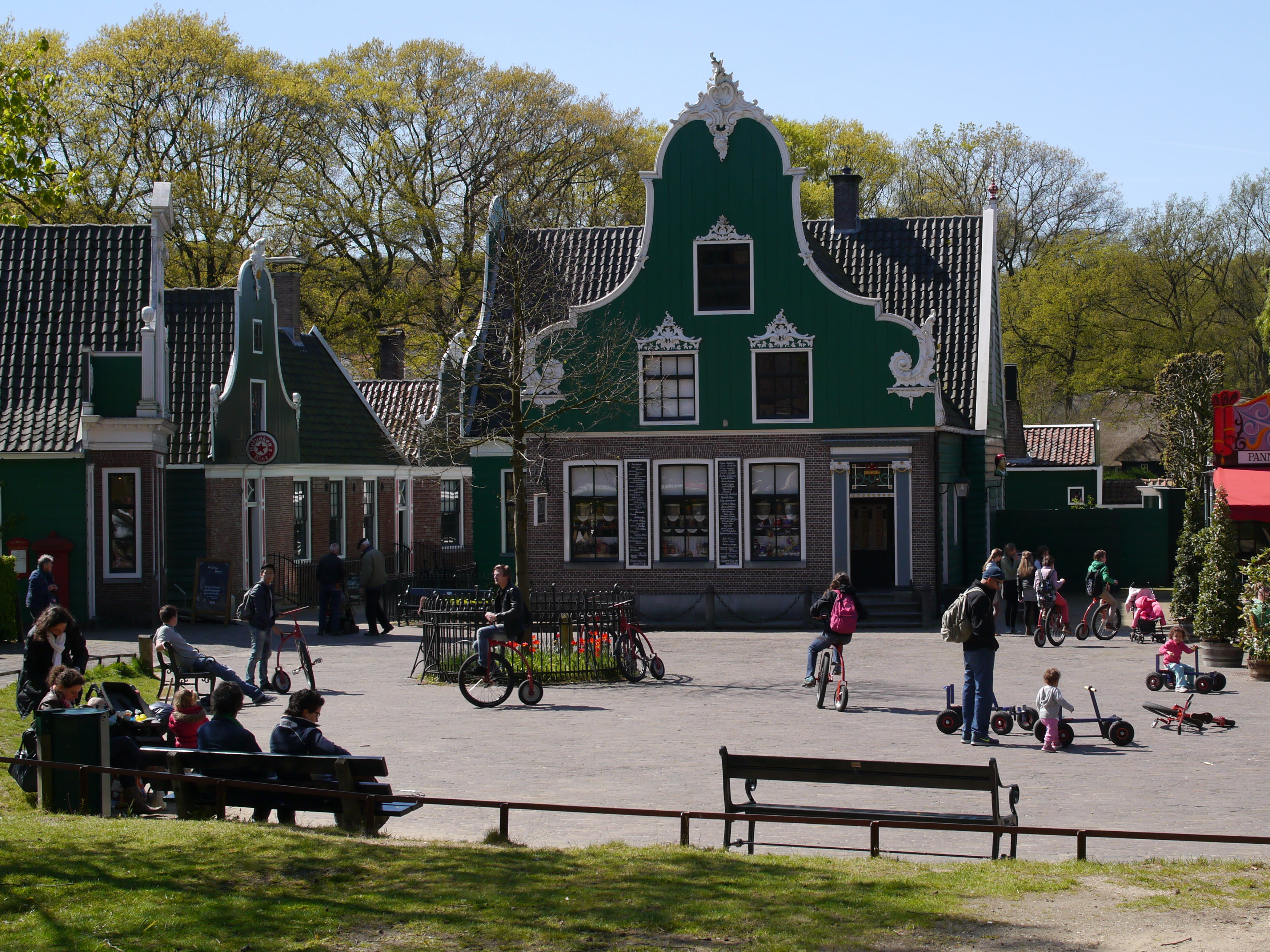
Het Zaanse plein met de Winkel Zus en Jet uit krommenie

De Zaanse buurt in het Openluchtmuseum Arnhem is een terrein waarop verschillende bouwwerken uit de Zaanstreek staan opgesteld. De Zaanse buurt bevindt zich als een ensemble in het midden van het openluchtmuseum waarbij het bijbehorende Zaanse plein functioneert als het dorpsplein van het openluchtmuseum.
De buurt met de karakteristieke Zaans groene houten gevels werd in 1938 in het openluchtmuseum ingericht met vier woonhuizen uit de Dubbele Buurt in Koog aan de Zaan die moesten wijken voor een uitbreiding van stijfselfabriek De Bijenkorf. De woonhuizen werden door de fabriek geschonken.
Het koopmanshuis uit 1686 stond op Dubbele Buurt 10-12, en werd bewoond door handelaar en burgemeester Evert Smit.
In de Tweede Wereldoorlog werden de woningen beschadigd bij een fosforbombardement in 1940. Een woning uit Lagedijk uit Koog aan de Zaan uit 1822 ging hierbij verloren.
Bij een brand in 1970 gingen twee andere woonhuizen verloren: Lagedijk 20 met interieur van de tabakswinkel "Het Oude Wapen van Londen" van Köhne uit Zaandam en een bijgebouw van een koopmanshuis uit Dubbele Buurt 4.
In 1973 is hier een overtuin aangelegd.
De Zaanse buurt was een voorloper van de Zaanse Schans die aangelegd werd vanaf 1961 in Zaandam en daardoor een natuurlijke omgeving van de Zaanstreek laat zien. In de loop der jaren is de Zaanse buurt met enkele huizen aangevuld zoals het schoenmakershuisje uit de Dubbele Buurt.
In 2010 is in een Zaanse woning het interieur van een Chinees restaurant uit de jaren zestig geplaatst met informatie over de geschiedenis van de Chinezen in Nederland.